# 古河三樹
古河 三樹（ふるかわ みき、男性、1901年1月16日 - 1995年5月18日）は、日本の編集者、歴史家。
京都府生まれ。本名・三樹松。古河力作の弟。工業学校応用化学科卒。大正末期、アナルコ・サンジカリストとして活動し、その後平凡社に勤務。退職後、四谷で古河書店を開く。また、古河三樹の筆名で、見世物の研究書を刊行した。

## 著書
- 『大相撲鑑識大系 第3巻 江戸時代の大相撲』国民体力協会 1942　本の友社 2001
- 『江戸時代大相撲』雄山閣出版 1968
- 『見世物の歴史』雄山閣出版 1970
- 『図説庶民芸能 - 江戸の見世物』雄山閣出版 1982